# Mbaye Babacar Diouf
Mbaye Babacar Diouf, né en 1983 à Pikine au Sénégal, est un artiste-peintre, dessinateur, sculpteur sénégalais.
Professeur d’éducation artistique et plastique, il a remporté la médaille d’argent aux jeux de la Francophonie 2017 à Abidjan.

## Biographie
Mbaye est diplômé de l’École nationale des arts du Sénégal (2007) et d’un Master 2 à l’Institut Supérieur des Arts et des Cultures de l’Université Cheikh Anta Diop de Dakar. Depuis plusieurs années, l'artiste pratique aussi les arts martiaux . Réalisée au crayon, la plupart de ses œuvres s’inspire des signes qui rappellent les hiéroglyphes, l’écriture arabe ou d’autres civilisations anciennes et d'autres se réalisent au feutre très fin sur des feuilles de papier tirées d’un carnet et marouflées côte à côte sur de grandes toiles, ou directement sur le tissu. L'artiste considère la civilisation islamique comme étant une richesse de l’humanité. Mbaye Babacar Diouf a reçu plusieurs prix nationaux et internationaux. Il a été plusieurs fois médaillé d’Afrique en faisant partie de l’équipe nationale de karaté.

## Expositions
Les œuvres de Mbaye Babacar Diouf sont présentées dans des expositions et foires internationales, notamment à : Art Paris Art Fair, 1-54 Contemporary African Art Fair à Londres, la Biennale internationale de l'Art africain contemporain, DAK’ART. En 2014, il a participé toujours en off à la grande exposition Imago Mundi de la Collection Luciano Benetton. En 2016, présenté par La Galerie Africaine, il a participé en sélection officielle et en off. Il a aussi exposé à l’Institut du Monde Arabe à Paris lors de : Trésors de l’islam en Afrique : de Tombouctou à Zanzibar. En mai 2021, Mbaye Babacar Diouf a exposé son chapelet de bronze de 100 perles dont le poids total avoisine les 700 kg au musée Théodore Monod de l’Institut fondamental d’Afrique noire (Ifan) Cheikh Anta Diop,. 

## Œuvres
- Perles de lumière, Chapelet de 100 perles de 700 kg de bronze sur lesquelles sont inscrits en calligraphie dorée les 99 noms de Dieu.

## Distinction
- Juillet 2007 : Premier prix du concours de logo de l’Agence nationale de la démographie et de la statistique (ANDS).
- 2010 : Premier prix de la Créativité de la Semaine de l'entrepreneuriat organisée par l’ADEPME (Agence de développement et d’encadrement des petites et moyennes entreprises) du Sénégal.
- 2016 : Vainqueur du concours de création artistique sur le thème de la lutte contre la corruption, organisé par l'Office national de lutte contre la fraude et la corruption (Ofnac).
- 2017 : Médaille d’argent aux jeux de la Francophonie à Abidjan.
- 2020 : Résidence à la Cité internationale des arts de Paris.
- Décembre 2011 : Premier prix Art graphique pour le concours ‘’Mon Italie’’ organisé par l’ambassade d’Italie à Dakar, lors de la Semaine internationale de langue italienne.